# Distretto di Yen Son
Il distretto di Yen Son (vietnamita: Yên Sơn) è un distretto (huyện) del Vietnam che nel 2019 contava 173.776 abitanti.
Occupa una superficie di 1.210 km² nella provincia di Tuyen Quang. Ha come capitale Tan Binh.